# بریجپورت (یوتا)
بریجپورت (به انگلیسی: Bridgeport) یک منطقهٔ مسکونی در ایالات متحده آمریکا است که در شهرستان دگت، یوتا واقع شده‌است. بریجپورت ۲٬۶۷۶ متر بالاتر از سطح دریا واقع شده‌است.